# Endicott (Nebraska)
Endicott és una població dels Estats Units a l'estat de Nebraska. Segons el cens del 2000 tenia 139 habitants.

## Demografia
Segons el cens del 2000, Endicott tenia 139 habitants, 65 habitatges, i 39 famílies. La densitat de població era de 107,3 habitants per km².
Dels 65 habitatges en un 23,1% hi vivien nens de menys de 18 anys, en un 55,4% hi vivien parelles casades, en un 3,1% dones solteres, i en un 38,5% no eren unitats familiars. En el 33,8% dels habitatges hi vivien persones soles el 13,8% de les quals corresponia a persones de 65 anys o més que vivien soles. El nombre mitjà de persones vivint en cada habitatge era de 2,14 i el nombre mitjà de persones que vivien en cada família era de 2,68.
Per edats la població es repartia de la següent manera: un 18,7% tenia menys de 18 anys, un 6,5% entre 18 i 24, un 23,7% entre 25 i 44, un 29,5% de 45 a 60 i un 21,6% 65 anys o més.
L'edat mediana era de 46 anys. Per cada 100 dones de 18 o més anys hi havia 113,2 homes.
La renda mediana per habitatge era de 38.125 $ i la renda mediana per família de 39.500 $. Els homes tenien una renda mediana de 22.083 $ mentre que les dones 17.404 $. La renda per capita de la població era de 15.649 $. Aproximadament el 2,4% de les famílies i l'1,6% de la població estaven per davall del llindar de pobresa.

## Poblacions més properes
El següent diagrama mostra les poblacions més properes.